# 白斑黑鹀
白斑黑鹀（学名：Calamospiza melanocorys；英语：Lark bunting）是雀鵐科白斑黑鹀属的唯一一种，原生于北美洲中部和西部。它于1931年成为科罗拉多州的州鸟。

## 特征
它是一种小型鸣禽，喙短粗，发蓝。繁殖期的雄性羽毛呈黑色，翅膀上部有一大块白色斑块。非繁殖期的雄性和雌性看起来差不多，羽毛呈灰褐色，带有白色条纹。 
其体长14—18 cm（5.5—7.1英寸），重35.3—41.3 g（1.25—1.46 oz），翼展25—28 cm（9.8—11.0英寸）。

## 分布
它是北美草原上最常见的雀类，栖息于加拿大中部和美国中西部的草原上。在秋季，它们会成群结队地迁徙到得克萨斯州南部、亚利桑那州和墨西哥北部高原过冬。

## 习性
它们在草地上筑杯状巢，一夫一妻制。雌鸟择偶标准每年都不相同，包括雄鸟羽毛颜色深浅、翼斑的大小、喙的大小等等。